# Ruhtinansalmi kyrka
Ruhtinansalmi kyrka (finska: Ruhtinansalmen kirkko) är en kyrka i Ruhtinansalmi i Suomussalmi. Den planerades av Esko Laitinen, och blev klar år 1968. I kyrkan finns ett krucifix av Eeva Ryynänen.